# Long Wharf (Massachusetts)
Der Long Wharf ist ein historischer Kai in Boston im Bundesstaat Massachusetts der Vereinigten Staaten. Er wurde zu Beginn des 18. Jahrhunderts errichtet und ragte einst bis zu 800 m weit in den Boston Harbor hinein. Heute ist er wesentlich kürzer und dient vorwiegend als Anleger für Passagierfähren und Ausflugsschiffe. Seit 1966 ist er unter der Bezeichnung Long Wharf and Customhouse Block als National Historic Landmark im National Register of Historic Places eingetragen.

## Geschichte
Der Long Wharf befindet sich am Ende der State Street östlich der Atlantic Avenue und erlaubte damit vom Beginn seiner Errichtung an einen unmittelbaren Zugang vom Hafen zum Bostoner Stadt- bzw. Handelszentrum. In seiner Hochphase bot der Kai Liegeplätze für 50 Schiffe und war damit der größte von den insgesamt 80 Uferbauwerken der Stadt. Zu Beginn der Bauarbeiten im Jahr 1710 wurde festgelegt, dass auf der Südseite ein 9 m bzw. auf der Nordseite ein 1,2 m breiter, öffentlicher Fußweg am Kai entlangführen sollte. Dazwischen wurden die Lager- und Handelshäuser so angeordnet, dass zwischen ihnen jeweils eine Passage in Nord-Süd-Richtung hindurchführte. Mit Blick auf ein einheitliches Aussehen durften die Gebäude eine Höhe von 6,5 m und eine Dachhöhe von 1,5 m nicht überschreiten. Ebenso wurde ein 4,8 m breiter Nord-Süd-Durchlass eingeplant, um kleineren Schiffen die Durchfahrt zu ermöglichen. Das äußerste Ende war der Stadt zur Errichtung von Befestigungsanlagen vorbehalten. Da ein Feuer 1711 den größten Teil der oberen State Street vernichtet hatte, stand genügend Füllmaterial zur Verfügung, sodass noch im gleichen Jahr die ersten Lagerhäuser auf dem neuen, 16,5 m breiten Kai entstanden und der Bau 1715 abgeschlossen werden konnte.
Der verbliebene Teil des Kais ist heute nahezu rechteckig und ragt mit 85 m Breite rund 195 m weit in das Hafenbecken hinein.

## Historische Bedeutung

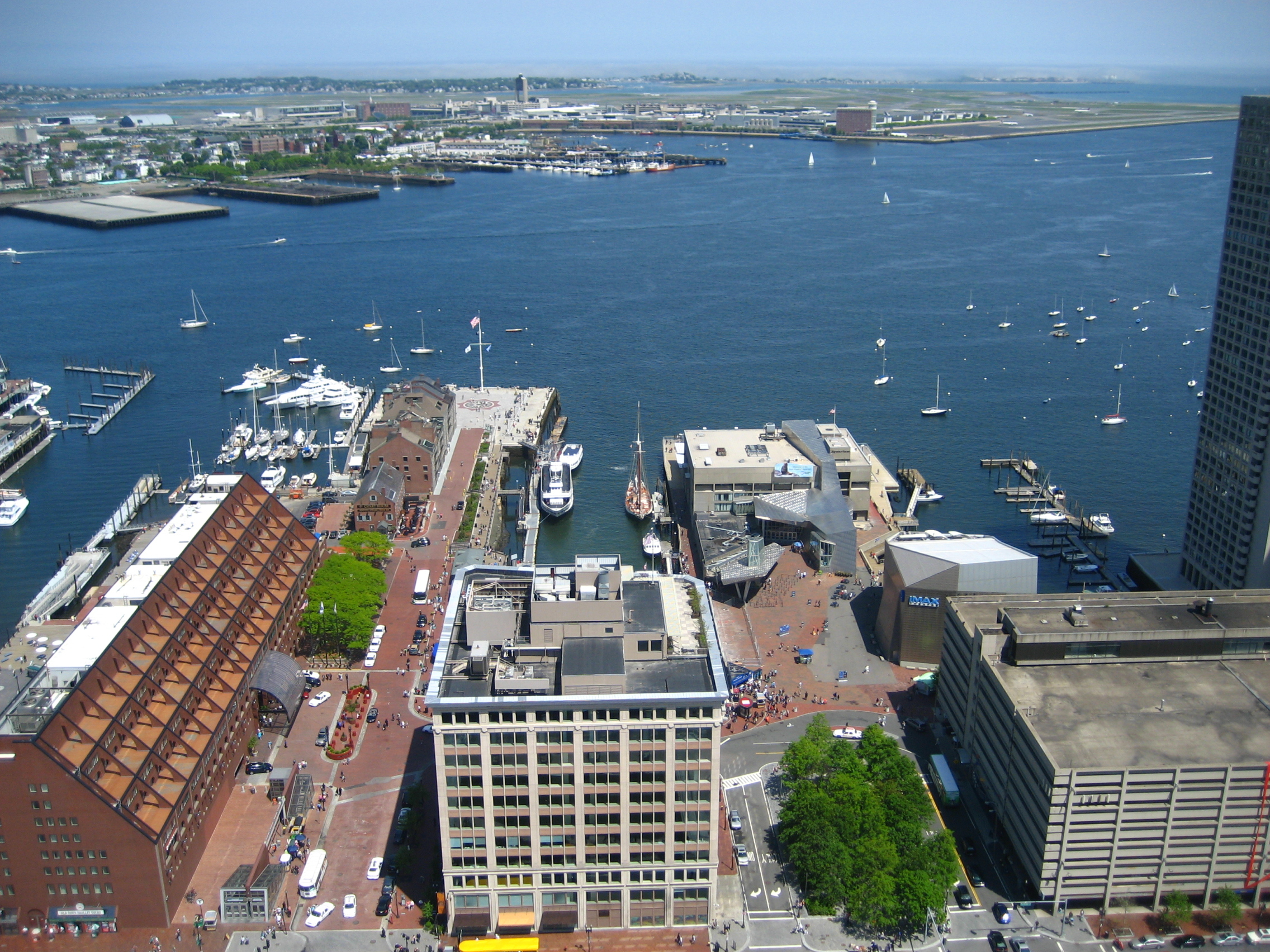
Luftbild der Hafenanlage, 2010

Der Long Wharf war bis 1756 der längste Kai im kolonialen Amerika und wurde bis zum Ende des 18. Jahrhunderts lediglich von den Häfen in New York und Philadelphia übertroffen. Er bildete daher das organisatorische Zentrum für den Bostoner Seehandel, an dem sowohl Küsten- als auch internationaler Handel betrieben wurde. Der Kai war als Zweckbau ständigen Veränderungen unterworfen, die sich nach den jeweils aktuellen Anforderungen des Bostoner Seehandels richtete. Noch heute deutet der – jetzt allerdings im Privatbesitz befindliche – Customhouse Block aus dem Jahr 1848 auf die Vergangenheit der Stadt als wohlhabendes Handelszentrum hin. Auch das Chart House aus den 1830er Jahren ist ein Zeuge dieser Epoche.
Die Lage des Uferbauwerks unmittelbar im Bostoner Stadtzentrum verhalf dem Kai schnell zu großen Erfolgen, da anlegende Schiffe direkt in die Lagerhäuser entladen und aus ihnen auch wieder beladen werden konnten. Es ist daher kein Zufall, dass sich in dem Bereich, wo der Kai auf das Ufer trifft, das Bostoner Finanzzentrum etablierte. Da der Kai auch öffentlich zugänglich war, konnten die Einwohner der Stadt dort auch direkt einkaufen, sodass der Long Wharf lange vor der Errichtung der Faneuil Hall als Marktplatz diente. 1830 wurde die erste aus England in die USA importierte Lokomotive dort angelandet.
Der Kai spielte in der Geschichte der Stadt auch eine wichtige militärische Rolle; so legten dort unter anderem die Sieger der Belagerung von Louisbourg im Jahr 1758 an und ließen sich feiern. 1770 landeten die britischen Truppen am Long Wharf, um die königlichen Rechte durchzusetzen, was schließlich im Massaker von Boston endete. Verwundete aus der Schlacht von Bunker Hill wurden 1775 zum Kai gebracht, und die Briten evakuierten die Stadt von dort aus ein Jahr später. Im Juli 1776 landete das aus Philadelphia kommende Schiff mit der Verkündung der Unabhängigkeitserklärung der Vereinigten Staaten am Long Wharf, und während des Britisch-Amerikanischen Kriegs 1812 war er der Liegeplatz der Constitution.
Nach dem Ende des Sezessionskriegs ging das Handelsaufkommen in Boston stark zurück, was sich auch auf den Long Wharf auswirkte: Der Schwerpunkt verschob sich vom internationalen Seehandel auf den Küstenhandel und die Fischerei. Die meisten Fischhändler zogen jedoch 1914 mit der Fertigstellung des Fish Pier in South Boston dorthin um, und auch die Zahl der anlegenden Küstenschiffe ging immer weiter zurück.
Der Kai ist darüber hinaus auch mit der amerikanischen Literatur- und Kunstgeschichte verbunden. So arbeitete Nathaniel Hawthorne dort von 1839 bis 1840 für die Bostoner Zollbehörde und erstellte in dieser Zeit viele Bilder des Alltags auf dem Kai. Auch einige seiner Geistergeschichten spielen dort. John Singleton Copley verbrachte einen Teil seiner Jugend auf dem Long Wharf, wo seine Mutter einen Tabakladen unterhielt, über dem die Familie wohnte. Der sich ehemals von der Nordseite des Kais erstreckende „T-Wharf“ war Anfang des 20. Jahrhunderts ein beliebtes Künstlerviertel, ist heute jedoch nicht mehr existent.